# Episodi di Squadra antimafia - Palermo oggi (prima stagione)
La prima stagione di Squadra antimafia - Palermo oggi viene trasmessa su Canale 5 dal 31 marzo 2009 al 5 maggio dello stesso anno.
| nº | Titolo                 | Prima TV Italia |
| -- | ---------------------- | --------------- |
| 1  | Squadra Antimafia      | 31 marzo 2009   |
| 2  | Il gruppo Duomo        | 7 aprile 2009   |
| 3  | L'incontro             | 14 aprile 2009  |
| 4  | La talpa è Alfiere?    | 21 aprile 2009  |
| 5  | Il motoscafo           | 28 aprile 2009  |
| 6  | Ivan Di Meo è la talpa | 5 maggio 2009   |

## Squadra Antimafia
- Diretto da: Pier Belloni, con l'aiuto di Simone Spada e Beniamino Catena.
- Scritto da: Pietro Valsecchi, Stefano Bises e Leonardo Fasoli.

### Trama
Palermo, 6 settembre 1992. Due mesi dopo la Strage di via d'Amelio viene fatta esplodere un automobile sulla quale viaggiano i coniugi Abate, esponenti di una piccola famiglia mafiosa, con la figlia Rosalia, chiamata da tutti Rosy. Il padre era un boss, la madre tossicodipendente. La piccola Rosy sopravvive per miracolo e viene estratta dall'auto dalla giovane agente di polizia Claudia Mares.

#### Anno 2009
16 anni dopo Claudia Mares, ora vice questore dello SCO di Roma, ritorna a Palermo chiamata dall'amico e collega Stefano Lauria. In un ascensore di un centro commerciale lui le parla delle sue indagini: ha scoperto i nomi di politici importanti in mano a Cosa nostra e ha pedinato persone sospettate. Mentre sta per rivelare un nome importante, Lauria viene colpito da un killer e muore. La Mares insegue il sicario ma questi riesce a scappare, in sella ad una moto, insieme ad un complice.
Nel frattempo viene rapito un ragazzo di nome Nicola Licastro. La madre, trasgredendo al codice d'onore mafioso e al volere del marito, l'imprenditore Antonello Licastro, chiama la polizia; i sequestratori telefonano chiedendo un riscatto. Claudia Mares entra nel Gruppo Duomo, la squadra speciale che arrestò Bernardo Provenzano, a capo della quale vi era Stefano Lauria. La Mares conosce i membri: Alfiere, Gigante, Africa e Viola. Tutti i boss di Cosa nostra si riuniscono, e Michele Lo Pane, un capomafia facente parte della fazione corleonese ed ex fedelissimo di Bernando Provenzano, si lamenta con Nardo Abate perché l'omicidio di Lauria ha provocato la rabbia dei poliziotti che stanno iniziando ad arrestare i membri dell'organizzazione.
Intanto Rosy Abate, sorella di Nardo, è tornata dagli Stati Uniti per ricongiungersi alla sua famiglia e sposarsi con l'onesto ingegnere di Palermo Est Salvo Rizzuto, per poi tornare a New York dopo il viaggio di nozze. I rapitori sequestrano Nicola Licastro, e fanno sapere che il riscatto deve essere consegnato alla Vucciria. Mentre il padre del ragazzo, consegnerà i soldi, Claudia Mares e i suoi uomini interverranno. Durante la consegna però Licastro perde la testa e non si lascia portare via la borsa dal sequestratore che, dopo una breve fuga, verrà acciuffato, mentre la Mares riuscirà a bloccare un gangster in un bar. Si scopre però che i due non sono gangster e lo hanno fatto perché avevano bisogno di soldi, approfittando di essere stati testimoni del rapimento di Nicola, caricato a forza su una Fiat Panda rossa.
Viola, innamorata di Lauria, rivela alla Mares che lui l'ha lasciata perché credeva di tradirla con una certa Bonaiuto. Claudia scopre però che Lauria non andava ad incontrare questa ragazza, ma il fratello, Alfredo Bonaiuto, tecnico delle comunicazioni, che gli forniva preziose informazioni,  scomparso il giorno in cui Lauria venne ucciso. Africa e Gigante, interrogando un amico di Nicola Licastro, con lui prima del rapimento, scoprono che la Fiat Panda dove era stato caricato aveva sul lato la scritta "elettrauto".
Claudia Mares chiede aiuto a Ivan Di Meo, vice questore della sezione criminalità organizzata della squadra mobile di Palermo. Nel frattempo viene ucciso Marino Scalia, detto lo Sciancato, killer mafioso responsabile dell'uccisione del Lauria. In bocca gli viene trovato un sacchetto di piombo che nella simbologia mafiosa significa che aveva tradito. Il gruppo Duomo scopre che Alfredo Bonaiuto, dopo un viaggio alle Isole Cayman, ha iniziato a condurre una vita benestante.
Claudia Mares e i suoi uomini ritrovano la Fiat Panda rossa in un'officina, riempiendola di cimici, allo scopo di scoprire qualcosa sul rapimento di Nicola Licastro. Dalle intercettazioni emerge che la famiglia mafiosa degli Abate sta acquistando sempre più potere. Ivan Di Meo trova alcune armi che fanno parte dell'arsenale di Michele Lo Pane. Rosy Abate intanto vuole invitare al suo matrimonio Claudia Mares, con la quale ha mantenuto rapporti amichevoli dopo che l'ha salvata da bambina, anche contro il parere dei suoi fratelli Nardo e Vito.
Nardo intanto sta trattando alcuni affari con Giacomo Trapani, capo gangster palermitano. Nicola intanto viene trasferito dai rapitori in una vecchia fornace inutilizzata. Nel frattempo, Claudia Mares si reca al matrimonio di Rosy, portando con sé Gigante e Africa travestiti da camerieri, che riprendono i presenti con una telecamera nascosta nel vassoio.
Approfittando dell'invito, Claudia entra in una stanza per cercare delle prove e, per caso, sente la discussione tra un boss e un picciotto, dove dicono che il ragazzo della fornace deve essere ucciso. La Mares telefona allora a Ivan Di Meo, che, individuata la fornace insieme ad Alfiere, interviene ma trova soltanto un cadavere sciolto nell'acido. Intanto al matrimonio, Claudia, Gigante e Africa arrestano Nardo e Vito Abate, che negano il coinvolgimento nel rapimento Nicola Licastro. Le intercettazioni fanno emergere che Nicola è ancora vivo: i sequestratori lo stanno portando da qualche parte per ucciderlo: allora Claudia e Di Meo piombano nell'officina, e, dopo una sparatoria uccidono un rapitore, liberano Nicola ed arrestano un altro rapitore.
Nicola Licastro, interrogato, spiega che la sera prima del suo rapimento si trovava in un bar e stava giocando a scacchi con Alfredo Bonaiuto, quando, di nascosto, gli infilò nello zaino un IPod contenente informazioni compromettenti. Si scopre che il cadavere sciolto nell'acido era dello stesso Bonaiuto. Il ragazzo rivela che ha lasciato l'IPod dietro un armadietto della scuola, ma Gigante e Africa non riescono a trovarlo.
Il magistrato decide di rimettere in libertà Nardo e Vito dopo aver trovato in cella il cadavere del rapitore di Nicola, che probabilmente aveva deciso di collaborare con la giustizia.
Viola scopre che sul conto estero di Alfredo Bonaiuto sono stati accreditati 3 milioni di euro, non scoprendo però chi è stato ad accreditarli.
- Ascolti Italia: telespettatori 6.137.000 - share 23,03%[2]

## Il gruppo Duomo
- Diretto da: Pier Belloni, con l'aiuto di Simone Spada e Beniamino Catena.
- Scritto da: Pietro Valsecchi, Stefano Bises e Leonardo Fasoli.

### Trama
Il Gruppo Duomo, capitanato da Claudia Mares, cerca di fermare una possibile guerra tra le famiglie mafiose degli Abate e dei Lo Pane, guerra, che, se iniziata, avrebbe potuto insanguinare Palermo. Infatti un'esplosione aveva già distrutto il mobilificio dell'imprenditore Antonello Licastro, imprenditore che pagava il pizzo agli Abate, mentre in un'altra aveva ferito gravemente Nardo Abate, portato poi d'urgenza in ospedale.
Rosy Abate, salvata per miracolo, non sa che i fratelli sono mafiosi. La Mares vorrebbe convincerla a collaborare con la giustizia, ma lei è ancora arrabbiata con la poliziotta per averle rovinato il matrimonio, arrestandole i fratelli. Intanto Vito Abate è furioso per l'attentato al fratello, sospettando Michele Lo Pane quale mandante, per cui invia alcuni gangster per ucciderlo.
L'imprenditore Licastro, all'inizio omertoso, decide di collaborare con la Mares perché i picciotti degli Abate vogliono essere pagati al più presto. Con un registratore registra i motivi che lo hanno portato a pagare il pizzo. Claudia Mares lo fa nascondere in una villa sorvegliata dagli agenti convincendo la moglie e il figlio Nicola a partire, lontano dalla Sicilia.
Rosy viene incaricata dal fratello Vito di prendere un quaderno che si trova in soffitta per consegnarlo a Giacomo Trapani. La ragazza, leggendolo, scopre che vi sono incollati i pizzini nascosti di Bernardo Provenzano nel quale autorizza gli "scappati" a ritornare dall'America in Sicilia. Dopo averlo consegnato al Trapani, Rosy, a causa degli incubi che la tormentano, decide allora di fare ritorno a New York con il marito Salvo.
Nardo Abate, appena dimesso dall'ospedale, viene arrestato dal gruppo Duomo nei magazzini di un ristorante mentre si trova in compagnia di un esattore del pizzo mentre conta i soldi. Questo provoca l'odio di Rosy nei confronti di Claudia. Intanto Vito e Michele Lo Pane s'incontrano per far pace ed evitare una guerra tra famiglie mafiose. Lo Pane riferisce ad Abate che l'imprenditore Licastro si sta ribellando al pizzo, trascinando anche gli altri negozianti, per cui deve essere eliminato.
Nel frattempo Licastro scappa dalla villa sorvegliata e si reca al mobilificio, dove trova i suoi amici. La Mares scopre la fuga dell'imprenditore e lo segue. Intanto un killer sta per sparare all'imprenditore ma Africa interviene e mette in fuga i sicari, salvando Licastro. La Mares intanto scopre che Vito tradisce la moglie ed insieme ad Ivan Di Meo e ai suoi uomini, segue l'amante che li porta in un locale di una discoteca abbandonata, dove si nasconde e viene arrestato. Perquisendo il locale, Viola ed Africano trovano un palmare.
Rosy, prima di partire per New York, comunica a Salvo che forse è incinta. Intanto la Mares e Di Meo scoprono di amarsi. Mentre Rosy e Salvo si trovano in auto per andare in aeroporto, arrivano due killer in moto che uccidono Salvo a colpi di pistola, provocando lo strazio di Rosy.
- Ascolti Italia: telespettatori 4.460.000 - share 17,17%[3]

## L'incontro
- Diretto da: Pier Belloni, con l'aiuto di Simone Spada e Beniamino Catena.
- Scritto da: Pietro Valsecchi, Stefano Bises e Leonardo Fasoli.

### Trama
Claudia Mares cerca di consolare Rosy Abate, ma lei le dà la colpa di non essere stata presente quando suo marito veniva ucciso. Intanto a Palermo viene ucciso da due killer in moto, Lorenzo Cirò, a sua volta, killer latitante della 'ndrangheta. I poliziotti trovano nelle tasche del cadavere una foto, nel retro della quale vi è scritto : "Mercoledì ore 15.30". La Mares cerca di scoprire chi è l'uomo ritratto nella foto.
Claudia si reca a casa di Rosy per farsi perdonare, ma lei è troppo sconvolta per vederla. Nel frattempo la squadra scopre che l'uomo della foto è un certo Michelangelo Lo Bianco, professore di chimica italoamericano, detto Mickey. Si sospetta inoltre che chi sta usando la rivalità tra gli Abate e i Lo Pane è Ferdinando Castellano, chiamato John Nando, appena tornato dall'America: infatti Lo Bianco, giunto in Sicilia con il volo scritto nel retro della fotografia, all'aeroporto è salito sull'auto di Trapani ed è stato portato in una villa di Mondello. Viola intanto analizza il palmare trovato nel casolare dove hanno arrestato Vito Abate e scopre che contiene importanti intercettazioni. Nel frattempo Alfiere, Gigante ed Africa seguono gli spostamenti di Giacomo Trapani.
La Mares e Gigante scoprono una nave proveniente dall'America contenente casse, apparentemente piene di arance. Vanno al porto e scoprono che hanno odore di cloro e contengono fogli di alluminio, per farle bruciare più velocemente, in caso di emergenza. All'improvviso entra un camion sul quale vengono caricate le casse. Claudia e Gigante riescono a scappare per miracolo su un'auto guidata da Alfiere.
Nel frattempo, Claudia Mares va a parlare con Giacomo Trapani, ora proprietario di un ingrosso di carne: gli fa qualche domanda, ma lui risulta pulito. Rosy intanto nutre desideri di vendetta e va a trovare il fratello Nardo in carcere, che, prima di essere portato via, sussurra qualcosa nell'orecchio della sorella; questo insospettisce la Mares, che guarda la scena attraverso una telecamera a circuito chiuso. Per scoprire perché Lo Bianco è arrivato a Palermo, Viola è incaricata di corteggiarlo e di uscire con lui la sera stessa. Avrà un microfono nascosto nel vestito.
Rosy deve incontrare Giacomo Trapani come sussurratogli all'orecchio dal fratello e, per depistare il gruppo Duomo, si reca in un centro benessere uscendone da un'uscita secondaria ed incontrandosi con il capo mafia. Intanto Viola deve scoprire chi è Michelangelo Lo Bianco: si è infatti scoperto che la sua identità è falsa. Lo Bianco si insospettisce del comportamento di Viola, ma poi i due si baciano: il gruppo Duomo però non riesce ad avere informazioni sull'uomo.
Gigante ed Africa entrano in un casolare dove vi è stata una riunione mafiosa; qui trovano dei flaconi. Dopo essere stati analizzati, si scopre che contenevano cocaina liquida che, tramite un processo chimico, sarà trasformata in solida: niente di ciò si era mai visto a Palermo, quindi Claudia Mares capisce che Lo Bianco è stato incaricato da Giacomo Trapani per raffinare la cocaina liquida. Nel frattempo confida a Viola che non dovrà rivedersi con lui perché è una persona pericolosa.
Giacomo Trapani informa Rosy che Michele Lo Pane vuole riunire la commissione mafiosa per spazzare via la famiglia degli Abate. Così Rosy avanza il diritto di partecipare alla riunione insieme al Trapani. Il gruppo Duomo scopre che Lo Bianco è un agente infiltrato dell'FBI, con l'obbiettivo di smascherare coloro che gestiscono il traffico di cocaina. Trapani riceve una telefonata misteriosa che lo informa che Lo Bianco è un infiltrato. Alla riunione della commissione, Lo Pane riferisce a Rosy che gli Abate devono lasciare Palermo e che non è responsabile della morte del marito Salvo.
Lo Bianco e Viola si incontrano, perché lui sa che è una poliziotta, ma Trapani arriva all'improvviso e li porta via in auto. I due vengono separati e Lo Bianco viene portato al porto per ricevere un carico di cocaina proveniente dagli Stati Uniti. Mentre si trova sulla barca e sta avvertendo Viola tramite cellulare, Lo Bianco viene colpito dagli spari esplosi da un picciotto di Giacomo Trapani e, ferito gravemente, cade in mare.
- Ascolti Italia: telespettatori 5.304.000 - share 20,37%[4]

## La talpa è Alfiere?
- Diretto da: Pier Belloni, con l'aiuto di Simone Spada e Beniamino Catena.
- Scritto da: Pietro Valsecchi, Stefano Bises Leonardo Fasoli.

### Trama
È notte e Claudia Mares e il gruppo Duomo si trovano su una imbarcazione sul mare, nei pressi di Palermo. Ritrovano Michelangelo Lo Bianco gravemente ferito e lo portano d'urgenza in ospedale, dove viene salvato.
Intanto Giacomo Trapani si trova in una spiaggia dove riceve il carico di cocaina proveniente dagli Stati Uniti, affermando che, con il traffico di droga potrà spazzare via Michele Lo Pane e i suoi alleati della 'ndrangheta. Infatti, il giorno dopo, i suoi uomini danno fuoco alla raffineria della droga di Lo Pane.
Lo Bianco, ora in ospedale, riferisce a Viola e alla Mares che, appena guarito, tornerà negli Stati Uniti d'America e che Trapani ha scoperto, dopo una telefonata, probabilmente, ricevuta da una talpa, che era un infiltrato, un uomo delle forze dell'ordine che passava informazioni sulle indagini a Cosa nostra.
Rosy Abate, sottoponendosi ad una ecografia, scopre di non essere incinta e per questo fugge in lacrime in una chiesa, dove esprime la sua rabbia per aver perso l'amato marito Salvo.
Claudia Mares e Ivan Di Meo, indagando sullo sbarco della cocaina a Palermo, giungono ad un casolare dove si raffina la droga. Qui arrestano un chimico, che confessa di aver lavorato, prima per Lo Pane, poi sotto minaccia con Giacomo Trapani.
Rosy si reca a trovare in carcere il fratello Vito. Terminata la visita, Alfiere cerca di seguirla, ma ha un annebbiamento di vista e la perde. Rosy va da Giacomo Trapani perché vuole vendicare il marito Salvo, e questo le consiglia un incontro con Lopane per farlo uscire allo scoperto.
Intanto al commissariato sparisce una SIM card da un faldone. Solo i componendi del gruppo Duomo hanno accesso a quei documenti: Claudia Mares capisce che la talpa è uno dei suoi colleghi. Nel frattempo, Viola informa Alfiere, Gigante ed Africa, che la Mares sospetta di loro per via della talpa e questo provoca lo sconcerto fra gli agenti.
Rosy va in carcere a trovare l'altro fratello, Nardo, il quale la invita a stare calma e a non entrare in cose più grandi di lei; ma ormai Rosy è decisa a compiere la sua vendetta. Intanto, fuori dal carcere, Alfiere e Viola posizionano un localizzatore GPS nell'auto di Rosy allo scopo di controllare ogni suo movimento. Dalla Duomo, il gruppo segue i movimenti in città dell'auto. Rosy trasmette un pizzino a Michele Lo Pane, nascondendolo tra il denaro per pagare il pane. Claudia la raggiunge ma lei la caccia via perché non la vuole vedere.
Quella sera, Ivan Di Meo e la Mares si recano al ristorante, situato su una palafitta e sulla spiaggia, ristorante consigliato da Alfiere. Mentre si godono la serata, Di Meo si allontana e riceve una misteriosa telefonata. Ritornato indietro, prende velocemente la Mares e la porta via di corsa mentre, alle loro spalle, la palafitta esplode. A telefonare a Di Meo era stato Alfiere, informato dell'attentato da Lucio Bonfante, mafioso di Brancaccio.
Da Roma giungono i risultati delle impronte digitali trovate sul faldone: sono di Alfiere e quindi è sospettato di essere la talpa.
Giacomo Trapani, il mandante dell'attentato, viene informato che il piano è fallito per la soffiata di Bonfante, per cui viene decisa la sua morte.
Claudia Mares parla ad Alfiere, ma questi si giustifica dicendo che è stato lui a refertare per ultimo il telefono del faldone e quindi ci sono le sue impronte, ma la Mares è sospettosa, così lui se ne va via, offeso. Alfiere si reca nel locale di Lucio Bonfante, ma scopre che lo hanno ucciso e questo è un guaio: Bonfante era l'unico che poteva provare che lui non era la talpa.
Intanto Rosy riceve un pizzino di Michele Lo Pane in cui è scritto che la incontrerà il giorno del compleanno della figlia Caterina. Rosy allora avverte subito Trapani.
Alfiere viene sospeso da Licata, poiché ci sono troppe prove che lo incastrano, come la registrazione in carcere di Vito Abate che parla con un compagno di cella del disturbo visivo di Alfiere, che pochi conoscevano.
Rosy viene prelevata dai picciotti di Lopane e condotta nella casa sulla spiaggia di Sferracavallo dove il mafioso sta festeggiando il compleanno della figlia. Lei e Lo Pane si appartano fuori per parlare, ma Rosy estrae una pistola con l'intento di ucciderlo. All'improvviso arriva la figlia e Lo Pane cade a terra ucciso. Rosy, spaventata, scappa via mentre arriva la polizia che identifica Lo Pane, latitante da dieci anni.
Intanto il gruppo Duomo, grazie al localizzatore GPS, riesce a seguire gli spostamenti di Rosy che, disperata, si reca a casa di Giacomo Trapani. Qui il Trapani le confida che l'ha seguita un mafioso, che poi ha sparato a Lo Pane, mentre lei gli puntava addosso la pistola. La Mares sta per fare irruzione nella villa, ma Trapani riceve una telefonata della talpa che lo informa che è circondato dai poliziotti e, insieme a Rosy, fugge tramite un passaggio segreto che li conduce in spiaggia, dove scappano su un motoscafo.
La Mares, perquisendo la villa, non trova l'IPod di Bonaiuto, ma solo conti bancari e depositi. Subito viene scoperto il passaggio segreto ed in lontananza osservano il motoscafo allontanarsi. Gigante spara dei colpi a vuoto contro il motoscafo, ferendo Rosy, prima di essere fermato dalla Mares.
Nello stesso tempo, Alfiere, disperato, tenta il suicidio ingerendo medicinali: la moglie lo trova svenuto nella vasca da bagno.
- Ascolti Italia: telespettatori 5.867.000 - share 22,98%[5]

## Il motoscafo
- Diretto da: Pier Belloni, con l'aiuto di Simone Spada e Beniamino Catena.
- Scritto da: Pietro Valsecchi, Stefano Bises Leonardo Fasoli.

### Trama
È sera e nella capitaneria di porto continua la ricerca del motoscafo con a bordo Giacomo Trapani e Rosy Abate, gravemente ferita. 
Intanto Alfiere viene portato in ospedale perché aveva tentato il suicidio ed è grave.
Il motoscafo viene individuato ma poi si perde il segnale. Claudia Mares ed Ivan Di Meo, che prendono parte alle ricerche su una imbarcazione della capitaneria, individuano in una grotta di Villa Igea un approdo perfetto per il motoscafo e vi si dirigono. Infatti lì trovano alla deriva il motoscafo ma Trapani e Rosy sono riusciti a scappare. I cani del gruppo Duomo trovano delle tracce all'interno della grotta, così la Mares decide di seguirle, anche se sarà difficile perché la caverna è collegata ad una serie di cunicoli sotterranei, costruiti dagli arabi e che attraversano quasi tutta Palermo. Però questi cunicoli hanno un'unica uscita, situata all'interno di una chiesa antica, scavata nella roccia. Claudia Mares si reca lì con i suoi uomini, mentre il resto delle forze di polizia rimane a setacciare le gallerie sotterranee.
Intanto il Trapani sta percorrendo i cunicoli e sorregge Rosy, che nel frattempo, ha perso molto sangue. All'improvviso il boss sente che i poliziotti stanno per arrivare, e lascia Rosy per terra perché se la portasse ancora con sé morirebbe dissanguata e fugge via. Claudia Mares arriva e vede che Rosy è ancora viva e la fa portare in ospedale.
Intanto mentre Alfiere è in rianimazione assistito dalla moglie, giunge la Mares. Proprio in quel momento Alfiere si sveglia dal coma.
Ivan Di Meo chiede a Claudia di trasferirsi a casa sua e lei accetta.
A Palermo intanto ci saranno le elezioni per eleggere il sindaco. Claudia Mares si trova per caso a sentire un comizio del candidato sindaco Nicola Sturiale. Il politico riferisce che, se verrà eletto, si impegnerà nella lotta alla mafia. Viola chiama la Mares e le dice di raggiungerla nella spiaggia dove è stato ucciso Lo Pane. Viola scopre che ad uccidere Lo Pane è stato Saro Cangemi, uomo di Trapani, assassino di Salvo, il marito di Rosy. La duomo assieme alla mobile, vanno ad arrestare Cangemi, ma quest'ultimo muore.
La Mares prende il cellulare di Cangemi, e la sera lo fa suonare con il numero della talpa. La talpa si presuppone essere Ivan.
- Ascolti Italia: telespettatori 5.715.000 22,12%

## Ivan Di Meo è la talpa
- Diretto da: Pier Belloni, con l'aiuto di Simone Spada e Beniamino Catena.
- Scritto da: Pietro Valsecchi, Stefano Bises Leonardo Fasoli.

### Trama
Claudia riferisce al gruppo della Duomo che la talpa è Ivan Di Meo. Rosy si è decisa a collaborare con Claudia per far arrestare Trapani. Contemporaneamente due uomini sparano e feriscono Carmine Abate.
Esaminando il computer di Cangemi, Viola scopre che il candidato sindaco Nicola Sturiale viene ricattato da Trapani per via di un incidente stradale nel quale è coinvolto il figlio di Sturiale, che si ritira dalla candidatura a sindaco. Nel frattempo, Di Meo ha individuato il covo dei mafiosi che hanno sparato a Carmine e vi fa irruzione con gli altri mafiosi: alla sparatoria partecipano anche alcuni uomini di Trapani, deciso a punire i due per aver attaccato gli Abate. Tutti i mafiosi rimangono uccisi tranne uno che riesce a scappare: si tratta di Vincenzo Amaturo amico e socio di Giacomo Trapani.
Durante un pedinamento su Rosy necessario per arrivare a Trapani, alla ragazza viene regalata una collana, costretta ad indossarla al posto del ciondolo nel quale aveva nascosto la microspia facendo saltare la sua copertura. Ivan scopre dove si nasconde Amaturo e lo va ad arrestare insieme a Claudia, ma Ivan stesso gli spara, uccidendolo pur di salvare Claudia.
Rosy va a cena da Trapani, e una volta lasciata la villa del boss, comunica alla Mares il nascondiglio di Trapani: gli uomini della Duomo entrano arrestando alcuni uomini di Trapani, ma quest'ultimo si nasconderà in una parete scampando all'arresto.
Ivan si rende conto che Claudia ha scoperto il suo doppio gioco e si dà alla fuga. Rosy incontra di nuovo Trapani al porto e avvisa Claudia, ma verrà scoperta da Trapani che ora si vuole sbarazzare della ragazza. Nel frattempo arriva al porto anche la Mares, e sia lei sia Rosy, stanno per essere uccise da Trapani.
In quel momento giunge Di Meo che ferisce un uomo di Trapani che, prima di morire, riesce a sparare a Ivan che, ferito, cade in acqua. Trapani sta per uccidere Claudia e Rosy quando arrivano gli uomini della Duomo che distraggono Trapani, il quale viene disarmato ed arrestato dalla Mares. Gigante intanto saluta i suoi compagni: ha deciso di tornare a Roma per rimettersi con la moglie.
La macchina della polizia con a bordo Giacomo e Claudia sta uscendo dal porto. Il boss dice a Claudia che ha intenzione di collaborare con la giustizia, ma in quel momento un camion taglia loro la strada ed esplode. Giacomo Trapani muore e Claudia riesce miracolosamente a salvarsi.
La serie si conclude con l'immagine del corpo di Ivan Di Meo che all'improvviso si inizia a muovere e comincia a nuotare. Lasciando il suo destino sconosciuto.
- Ascolti Italia: telespettatori 5.933.000 - share 23,09%[6]